# Trithyris flavifimbria
Trithyris flavifimbria là một loài bướm đêm trong họ Crambidae.